# Anna Cora Mowatt
Pour les articles homonymes, voir Mowatt.
Anna Cora Mowatt Ritchie (Bordeaux, née Anna Cora Ogden le 5 mars 1819 à Bordeaux en France, morte à Twickenham le 21 juillet 1870) est une écrivaine, dramaturge et actrice américaine.

## Biographie
Anna Cora Ogden est née en France, à Bordeaux, en 1819. Son père est Samuel Gouveneur Ogden (1779-1860), un marchand américain prospère. Sa mère est Eliza Lewis Ogden (1785-1836), petite-fille de Francis Lewis, signataire de la Déclaration d'indépendance des États-Unis. En 1826, alors qu'Anna à sept ans, la famille Ogden revient aux États-Unis,. Elle fréquente des écoles privées mais est surtout éduquée à la maison. Dès son jeune âge, elle est encouragée à lire et montre une passion pour l'écriture et le théâtre, montant, avec ses six sœurs des pièces de Shakespeare.
En 1834, à l'âge de 15 ans, Anna Cora Ogden s'enfuit avec James Mowatt (1805-1851), un avocat new-yorkais. Ils s'installent dans l'État de New York, où son mari l'encourage à poursuivre ses études et à écrire. Elle écrit des romans et des articles, sous différents pseudos. En 1845, elle publie son œuvre la plus connue, la pièce Fashion : Or Life in New York, une satire de la haute société new-yorkaise. Un succès. Elle reçoit des critiques élogieuses,.
Elle fait ses débuts d'actrice en juin de la même année,. Son mari meurt en 1851. Elle renonce en 1854 à jouer sur scène, à la suite d'ennuis de santé, mais continue à écrire,. Toujours en 1854, elle publie notamment Autobiography of an Actress, [Autobiographie d'une actrice].
Elle meurt en 1870 à Twickenham.

## Postérité
Le cratère vénusien Mowatt a été nommé en son honneur.